# Tiban Lama
Tiban Lama is een bestuurslaag in het regentschap Batam van de provincie Riau-archipel, Indonesië. Tiban Lama telt 15.503 inwoners (volkstelling 2010).